# The Golden Age (album de Woodkid)
Pour les articles homonymes, voir Golden Age.
The Golden Age est le premier album de Woodkid, sorti en 2013 et composé de 14 titres.

## Titres deThe Golden Age
| 1.    | The Golden Age     | 3:44 |
| 2.    | Run Boy Run        | 3:33 |
| 3.    | The Great Escape   | 3:14 |
| 4.    | Boat Song          | 4:29 |
| 5.    | I love You         | 3:49 |
| 6.    | The Shore          | 4:13 |
| 7.    | Ghost Lights       | 3:39 |
| 8.    | Shadows            | 2:04 |
| 9.    | Stabat Mater       | 2:48 |
| 10.   | Conquest Of Spaces | 4:29 |
| 11.   | Falling            | 0:42 |
| 12.   | Where I Live       | 4:24 |
| 13.   | Iron               | 3:21 |
| 14.   | The Other Side     | 3:40 |
| 48:35 |                    |      |

## Classements et certifications
| Classement (2013)             | Meilleure position |
| ----------------------------- | ------------------ |
| Allemagne (Media Control AG)  | 8                  |
| Autriche (Ö3 Austria Top 40)  | 13                 |
| Belgique (Flandre Ultratop)   | 34                 |
| Belgique (Wallonie Ultratop)  | 6                  |
| France (SNEP)                 | 2                  |
| Pays-Bas (Mega Album Top 100) | 12                 |
| Royaume-Uni (UK Albums Chart) | 38                 |
| Suisse (Schweizer Hitparade)  | 4                  |

| Pays        | Certification |
| ----------- | ------------- |
| France SNEP | Or            |